# Manlio Martinelli
Manlio Martinelli (Livorno, 1884 – Pisa, 1974) è stato un pittore italiano.

## Biografia
Studia alla scuola di Guglielmo Micheli, insieme a Gino Romiti, Llewelyn Lloyd, Amedeo Modigliani e altri. Subito dopo si iscrive alla Scuola libera del Nudo di Firenze, dove ha come maestro Giovanni Fattori.
Agli inizi del Novecento partecipa assiduamente alla Promotrice di Firenze, prima di approdare a manifestazioni di assoluto rilievo come la Biennale di Venezia (1907, 1910, 1920).
Nel 1913 è presente alla Biennale di Brera  e successivamente all'Esposizione Internazionale di Monaco.
Le mostre si susseguono a ritmo incessante anche negli anni che seguono.
Martinelli viene subito apprezzato per una pittura con toni soffusi, disegnata alla perfezione intorno alle sue figure e personaggi.
Nonostante queste qualità egli è restio ad allestire mostre personali e questa sarà una delle caratteristiche della sua attività artistica, che gli nuocerà a livello di circolazione delle proprie opere e della conseguente rivalutazione economica.